# Паллиатив
Паллиати́в (палиатив, пальятив, от фр. palliatif и лат. pallium «паллий, покрывало, греческий плащ, верхнее платье») — не исчерпывающее, временное решение, полумера, закрывающее, как «плащ», саму проблему.

## История
Изначально этим словом называлось лекарство или какое-либо иное средство, дающее временное облегчение больному на уровне устранения отдельных симптомов или улучшения самочувствия, но не содействующее излечению болезни (то есть обеспечивающее симптоматическое, паллиативное лечение).

## Описание
В современной медицине наряду с выражением «паллиативная терапия» стало употребляться выражение «паллиативная помощь» — понятие, охватывающее более широкий спектр паллиативных мероприятий, улучшающих качество жизни пациентов и их семей.
В технике паллиатив — адаптация не очень пригодных существующих решений для решения новой задачи.